# Johan Olsson (ishockeyspelare)
Johan "Bull" Olsson, född 20 februari 1978 i Karlstad i Sverige, är en svensk före detta ishockeyspelare. Hans moderklubb är Hammarö HC. 
Olsson spelade juniorishockey i Färjestads BK. Säsongen 2006/2006 var han med och vann SM-guld med Färjestad i Elitserien. Säsongen 2006/2007 var han med och förde upp Södertälje SK till Elitserien. 
Säsongen 2007/2008 spelade han för Nordsjælland Cobras i den danska högstaligan. 2008-2010 representerade han det norska hockeylaget Stjernen Hockey där han var en av lagets mest tongivande spelare. Han har tidigare under sin karriär spelat för IFK Munkfors, Mora IK, Tranås och Bofors IK.